# Hammarsjön, Västmanland
Hammarsjön är en sjö i Lindesbergs kommun i Västmanland och ingår i Norrströms huvudavrinningsområde. Sjön har en area på 0,154 kvadratkilometer och ligger 41 meter över havet. Sjön avvattnas av vattendraget Sverkestaån (Ramshytteån).

## Delavrinningsområde
Hammarsjön ingår i det delavrinningsområde (659373-148184) som SMHI kallar för Ovan Ullersättersbäcken. Medelhöjden är 50 meter över havet och ytan är 28,04 kvadratkilometer. Räknas de 19 avrinningsområdena uppströms in blir den ackumulerade arean 446,25 kvadratkilometer. Sverkestaån (Ramshytteån) som avvattnar avrinningsområdet har biflödesordning 3, vilket innebär att vattnet flödar genom totalt 3 vattendrag innan det når havet efter 180 kilometer. Avrinningsområdet består mestadels av skog (51 procent), öppen mark (13 procent) och jordbruk (26 procent). Avrinningsområdet har 0,75 kvadratkilometer vattenytor vilket ger det en sjöprocent på 2,7 procent. Bebyggelsen i området täcker en yta av 1,03 kvadratkilometer eller 4 procent av avrinningsområdet.